# Pectoctenus
Pectoctenus is een kevergeslacht uit de familie van de boktorren (Cerambycidae). De wetenschappelijke naam van het geslacht werd voor het eerst geldig gepubliceerd in 1896 door Fairmaire.

## Soorten
Pectoctenus omvat de volgende soorten:
- Pectoctenus babaulti Lepesme, 1948
- Pectoctenus bryanti Lepesme, 1948
- Pectoctenus scalabrii Fairmaire, 1896